# Палаван (острво)
Палаван је брдовито острво у западном делу Филипина површине 11.800 km². са бујном тропском вегетацијом. Гаји се кокосова палма и шећерна трска. Развијен је риболов. На острву су налазишта руда: мангана, хрома и живе. Пуерто Принсеса је главна лука острва и административно седиште покрајине Палаван.  